# Autopista ferroviaria Perpiñán-Luxemburgo
La Autopista ferroviaria Perpiñán-Luxemburgo es una autopista ferroviaria entre Bettembourg (Luxemburgo) y Le Boulou, cerca de Perpiñán (Francia), inaugurada el 29 de marzo de 2007. El objetivo a corto plazo es transportar cerca de 30 000 remolques al año. Con 1060 km, es la más larga de Europa. Es explotada por Lorry-Rail, sociedad de derecho luxemburgués cuyo capital se reparte entre La Caisse des dépôts et consignations (42,6%), Vinci Concessions (19,9%), SNCF (12,5%), Chemins de Fer Luxembourgeois (12,5%) y Modalohr (12,5%), el fabricante que puso a punto los vagones especiales de piso bajo y el sistema de cargamento. 
El proyecto ha necesitado una adaptación del gálibo de las líneas ferroviarias y la construcción de terminales, para lo cual los estados de Francia y Luxemburgo han invertido 36 M€ y 6.5 M€ respectivamente. La operadora Lorry-Rail ha invertido 20 M€, fundamentalmente en el material rodante.
Después de unos meses de pruebas, la explotación comercial comenzó el 2 de julio de 2007 con un tren por sentido. El tiempo de viaje es de 14 horas, frente 17 a 22 horas sobre autopista. El servicio se realiza diariamente, incluyendo los domingos y días de fiesta, lo que supone una ventaja importante frente a la carretera, ya que esos días hay restricciones para los camiones. Las tarifas anunciadas, 900 euros por remolque y por viaje para los "clientes regulares", son competitivas, un 10% menos que por carretera (0.90 € por km y remolque frente a 1.15 € por km y remolque). Los remolques pueden ser entregados hasta una hora antes de la salida del tren y son descargados también dentro de una hora.
Los trenes, de 750 m de largo, pueden transportar 40 remolques. En contraste con la autopista ferroviaria del túnel del Fréjus, entre Aiton, en Saboya, y Orbassano, en Italia (170 km), las cabezas tractoras no son transportadas. Los costos están calculados a 20€ tren*km, con lo que con una ocupación del 55% se cubren gastos y con una ocupación del 90% se obtiene un 38% de margen bruto. Con una ocupación del 90%, la autopista ferroviaria supondría menos del 5% del tráfico por carretera de este eje (por Perpiñán pasan unos 6000 camiones al día, la mayoría procedentes de España, de los cuales 1500 van hacia regiones cercanas a Luxemburgo).
En caso de éxito, la empresa podría proponer hasta 15 lanzaderas al día.